# Торета (Палермо)
Торета (итал. Torretta) је насеље у Италији у округу Палермо, региону Сицилија.
Према процени из 2011. у насељу је живело 2308 становника. Насеље се налази на надморској висини од 273 м.

## Становништво
Према резултатима пописа становништва 2011. у општини је живело 4.141 становника.
| 1936. | 1951. | 1961. | 1971. | 1981. | 1991. | 2001. | 2011. |
| ----- | ----- | ----- | ----- | ----- | ----- | ----- | ----- |
| 3.409 | 3.696 | 3.602 | 3.063 | 3.030 | 3.147 | 3.468 | 4.141 |